# Eastgate (Nevada)
Eastgate é uma comunidade não incorporada do condado de Churchill, estado de Nevada Estados Unidos. Fica localizada na    Lincoln Highway. Outros nomes não oficiais da comunidade são: East Gate, Eastgate Station e Gibralter Gate.